# Spongilla cenota
Spongilla cenota är en svampdjursart som beskrevs av David Penney och Racek 1968. Spongilla cenota ingår i släktet Spongilla och familjen Spongillidae.
Artens utbredningsområde är havet utanför Mexiko. Inga underarter finns listade i Catalogue of Life.